# Шапел Суеф
Шапел Суеф (фр. Chapelle-Souëf) насеље је и општина у северној Француској у региону Доња Нормандија, у департману Орн која припада префектури Мортањ о Перш.
По подацима из 2011. године у општини је живело 296 становника, а густина насељености је износила 26,59 становника/km². Општина се простире на површини од 11,13 km². Налази се на средњој надморској висини од 122 метара (максималној 198 m, а минималној 111 m).

## Демографија
| 1962. | 1968. | 1975. | 1982. | 1990. | 1999. | 2011. |
| ----- | ----- | ----- | ----- | ----- | ----- | ----- |
| 335   | 308   | 286   | 251   | 237   | 239   | 296   |

График промене броја становника у току последњих година